# Барбашина (деревня)
Барбашина — деревня в Слободо-Туринском районе Свердловской области России, входит в состав муниципального образования «Сладковское сельское поселение». 

## География
Деревня Барбашина расположена в 22 километрах к северо-западу от села Туринская Слобода (по дорогам в 40 километрах), на левом берегу реки Туры. В двух километрах к северу от деревни, в долине реки Сарагулки и на левом берегу реки Туры, расположен ботанический природный памятник — вязовые лески.

## Население
| 2002 | 2010 | 2021 |
| ---- | ---- | ---- |
| 240  | ↘196 | ↘129 |

## Известные жители, уроженцы
Семухин, Василий Сергеевич — участник Великой Отечественной войны, кавалер Орденов Славы.